# Altopiano Chėntėj-Daur
L'altopiano Chėntėj-Daur (russo Хэнтэ́й-Дау́рское наго́рье, Chėntėj-Daurskoe nagor'e), chiamato anche Čikojskoe nagor'e (Чико́йское наго́рье), è un'area montana della Siberia Orientale meridionale (Territorio della Transbajkalia), situata tra il confine di stato con la Mongolia, da un lato, e i fiumi Čikoj e Onon, dall'altro.

## Descrizione
La lunghezza totale dell'area montana supera i 350 km, la larghezza massima è superiore a 40 km. Le altezze prevalenti vanno dai 1 500 ai 2 200 m, il punto più alto è il monte Bystrinskij Golec (2 519 m).
L'altopiano comprende le seguenti catene montuose:
- Menzinskij (Мензинский хребет), picco più alto: Kurepin (2 009 m)
- Asinskij (Асинский хребет), picco più alto: Belaja Griva (1 870 m)
- Burkal'skij (Буркальский хребет), picco più alto: Zyrjanka (1 869 m)
- Ėsutajskij (Эсутайский хребет), picco più alto: Asakanskij Golec (2 071 m)
- Čikokonskij (Чикоконский хребет), picco più alto di tutto l'altopiano: Bystrinskij Golec (2 519 m)
- Žergokonskij (Жергоконский хребет), picco più alto: Žergokonskij Golec (1 942 m)
- Pereval'nyj (Перевальный хребет), picco più alto: Kumil'skij Golec (2 350 m)
- Chėntėj (Хэнтэй), picco più alto: Golec Sochondo (2 500 m)
- Onon-Bal'džinskij (Онон-Бальджинский хребет), picco più alto: (1 749 m)
- Čatanginskij (Чатангинский хребет), picco più alto: (2 232 m)
- Stanovik (Становик), picco più alto: (1 916 m)

L'altopiano è composto da rocce di formazioni paleozoiche ed è un sollevamento neotettonico a cupola con creste che lo coronano. Il rilievo è dominato da altopiani con un forte grado di dissezione orizzontale e verticale, completato da un fitto sistema di faglie tettoniche. Predominano pendii ripidi con "fiumi di pietre" e affioramenti rocciosi, soprattutto nelle valli fluviali. Spesso tali pendii raggiungono un'altezza di 500 m e hanno una pendenza fino a 40 gradi. Su alcuni crinali e nelle valli fluviali si sono conservate tracce delle glaciazioni pleistoceniche. I principali tipi di paesaggio sono la taiga montana e la foresta prealpina.